# 補点 (三角形)
三角形幾何学における補点（ほてん、英: Complement）は三角形の重心を中心に点を-1/2倍した点のこと。点と補点の関係は一般の図形においても適用される。

## 歴史

ドカーニュによる補点の構築 : 点Pを三角形の辺BC, CA, ABの中点で鏡映した点をPA, PB, PCとして、APA, BPB, CPCの交点は、Pの補点となる。

近世三角形幾何学の発展において、クリスティアン・ハインリヒ・フォン・ナーゲルは、三角形の中心の補点の関係に注目した。カール・グスタフ・ロイシュレはこの研究を引き継いで拡張を行った。
1882年モーリス・ドカーニュは、基準三角形の中点三角形との対称性を考えることで補点を構築することに成功した。1884年、エミール・ハイン（Émile Hain）は、三角形の頂点と、その対辺の中点が補点の関係にあることを観察した。その結果、ハインは、共役性を補点の観点から考える事を好んだ。1886年、ド・ロンシャン (Gaston Albert Gohierre de Longchamps) は、補点とは逆の関係である逆補点（anticomplement）を考え、その翌年に、アヴェロン県の幾何学者Émile Vigariéが、補点をベクトルを用いて、定式化した。 1924年、ブリュッセルの大学教授アドルフ・ミヌールは、三角形の三次曲線に関する書籍を執筆し、重心座標と三線座標によって、補点を代数的に拡張した。

## 例
主な点とその補点を挙げる（MathWorldやETCによる）。
| 三角形の中心     | 補点                   |
| ---------------- | ---------------------- |
| 内心             | シュピーカー点         |
| 幾何中心（重心） | 幾何中心               |
| 外心             | 九点円の中心           |
| 垂心             | 外心                   |
| ジェルゴンヌ点   | ミッテンプンクト       |
| ナーゲル点       | 内心                   |
| ド・ロンシャン点 | 垂心                   |
| 第三ブロカール点 | ブロカール中点         |
| ベバン点         | 内心と垂心の中点       |
| シュタイナー点   | キーペルト双曲線の中心 |
| 合同辺平行線点   | 内心の等長共役点       |

直線や円に補点の関係を適用することもできる。
| 図形                                   | 補点の軌跡             |
| -------------------------------------- | ---------------------- |
| ド・ロンシャン線                       | 垂足軸                 |
| オイラー線やナーゲル線など重心を通る線 | 自身                   |
| 無限遠直線                             | 無限遠直線             |
| 外接円                                 | 九点円                 |
| 極円                                   | ド・ロンシャン円       |
| 基準三角形                             | 中点三角形             |
| シュタイナーの外接楕円                 | シュタイナーの内接楕円 |
| シュタイナー-ウォレス双曲線            | キーペルト双曲線       |
| リュカ三次曲線                         | 17点3次曲線            |

## 座標
三線座標でα : β : γと表される点の補点はbβ + cγ/a : aα + cγ/b : aα + bβ/cとなり、重心座標で、α : β : γと表される点の補点はβ+γ : γ+α : α+βとなる。

## 逆補点
補点とは逆に、三角形の重心を中心に、点を-2倍した点を逆補点（anticomplement）あるいは反補点という。この変換を2:1の反転ともいう。

例えば、基準三角形の逆補となる図形は、逆補三角形である。
重心座標で、α : β : γと表される点の逆補点は-α+β+γ : -β+γ+α : -γ+α+βとなる。